# Friedhof am Plötzensee
Der ehemalige Friedhof am Plötzensee war ein landeseigener Friedhof mit einer Größe von 162.845 m². Von 1888 bis 1970 gab es hier Beisetzungen. Er liegt am östlichen Ufer des Plötzensees im Ortsteil Wedding im Berliner Bezirk Mitte.

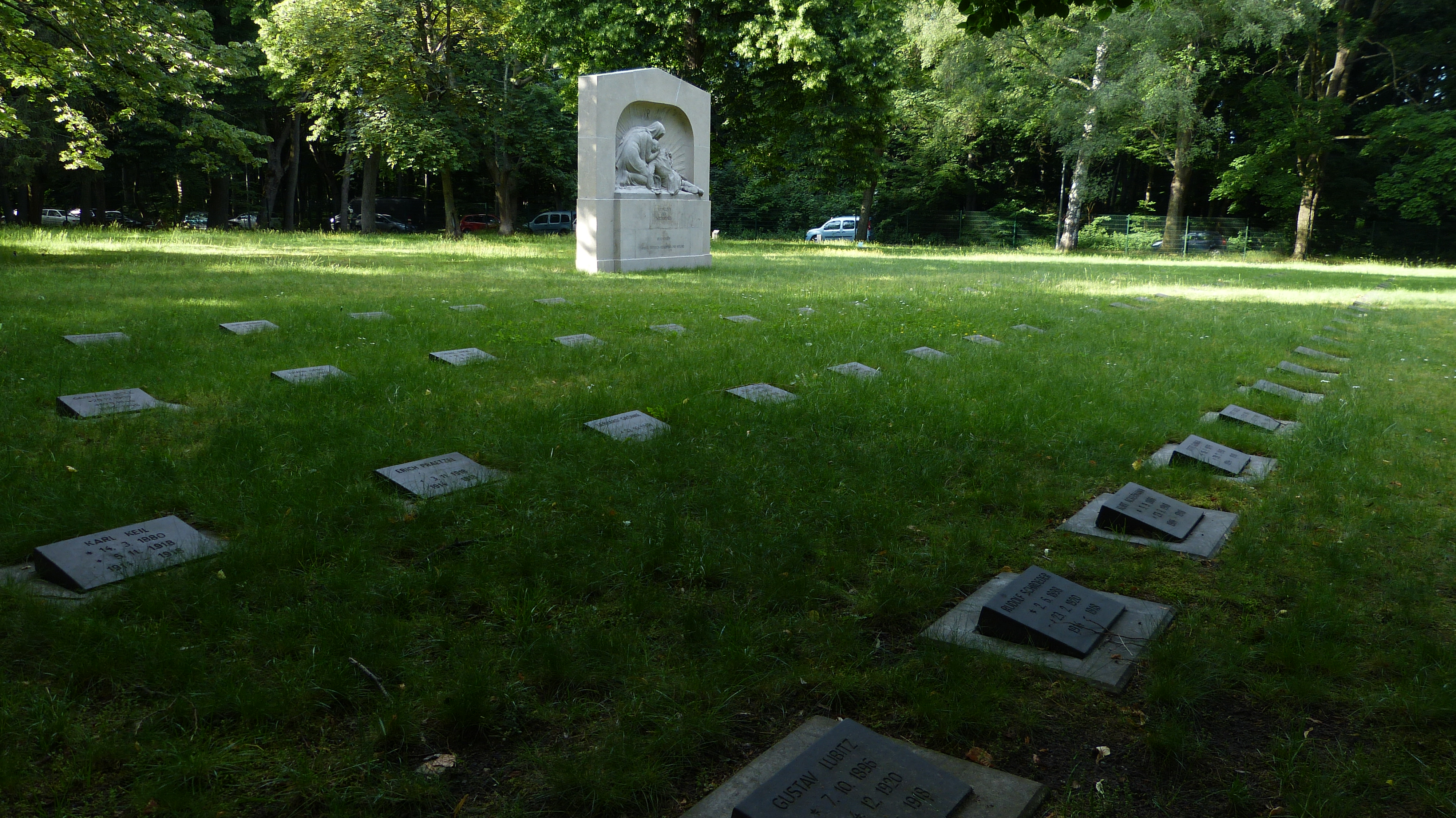
Kriegsgräberstätte 1. Weltkrieg

## Entstehung
Der Friedhof wurde 1888 eröffnet und wuchs über die Jahre durch die Zusammenlegung mehrerer Friedhöfe. Angefangen auf dem Gelände des Neuen Johannis-Friedhofs wurde er erweitert, 1894 um das Gelände des ehemaligen Friedhofs der Kaiser-Friedrich-Gemeinde, im Jahr 1897 um Teile vom Heiland-Friedhof und 1899 um das Gelände des ehemaligen Neuen St.-Pauls-Friedhofs.

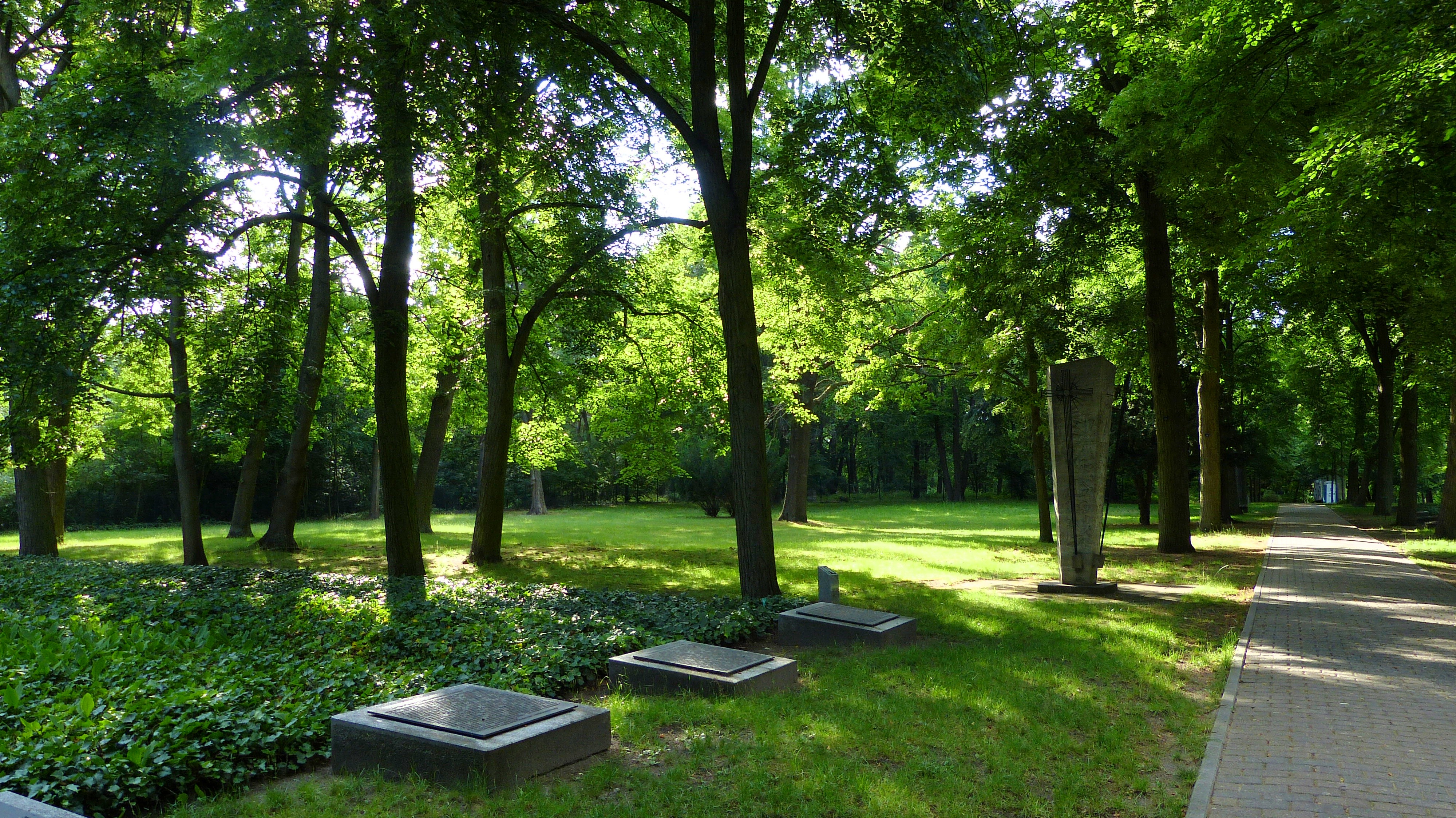
Denkmal und Sammelgräber

In Folge des Ersten und Zweiten Weltkrieges entstanden hier vier geschlossene Anlagen für Opfer von Krieg und Gewaltherrschaft.
1957 wurde ein Denkmal vom Bildhauer Karl Wenke errichtet, mit dem Namen „Kriegsopferzeichen“ mit der Inschrift:
Den Toten des Weltkrieges 1939–1945 zum Gedenken, den Lebenden zur Mahnung und Verpflichtung.

## Umwandlung
Durch den Wandel der Begräbniskultur, hin zur Urnenbestattung und Verkleinerung der Begräbnisstellen, wurde in den 1960er Jahren beschlossen, den Friedhof zu schließen.
Die Kapellen wurden 1969 abgetragen.
Am 31. Dezember 1970 wurde der Friedhof für weitere Beisetzungen geschlossen. Die letzten Nutzungsrechte liefen 1995 aus. In den darauf folgenden Jahren wurden die Kriegsgräberstätten auf dem Gelände des ehemaligen Neuen St.-Pauls-Friedhofs zusammengeführt. Das in den 1920er Jahren errichtete Kriegerdenkmal zum Ersten Weltkrieg wurde auf die Kriegsgräberstätte umgesetzt.
Der restliche Friedhof wurde 2001 entwidmet und zur Parkanlage mit Hundeauslaufgebiet umgewandelt.

## Kriegsgräberstätte

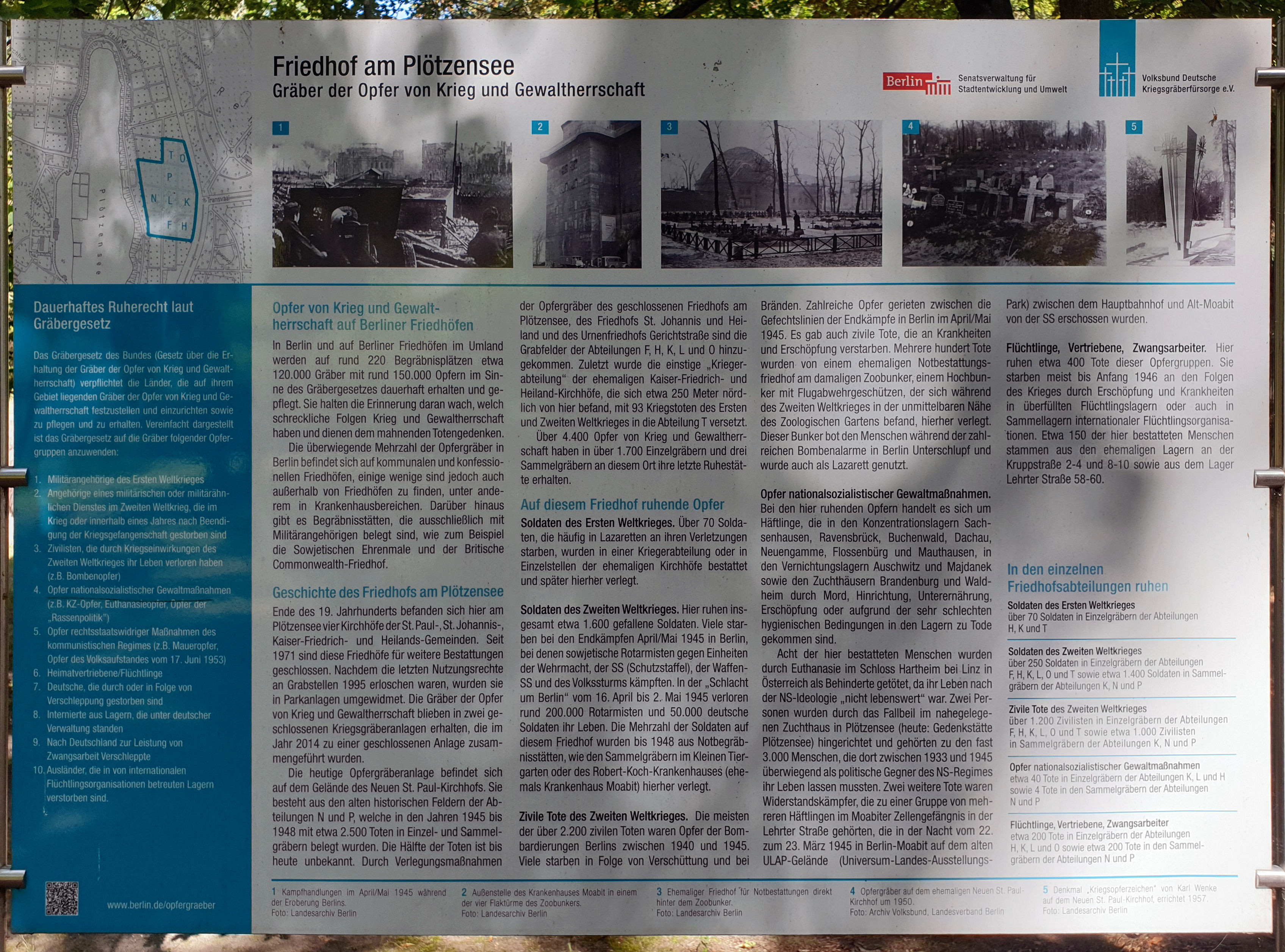
Infotafel vom Friedhof am Plötzensee

Die während der Auflösung zusammengeführte Kriegsgräberstätte umfasst eine Fläche von 3661 m². Hier ruhen 40 Opfer des Ersten und rund 4000 Opfer des Zweiten Weltkriegs und Gewaltmaßnahmen des Nationalsozialismus, von diesen sind mehr als 1000 Namen unbekannt. Insgesamt sind 2000 Opfer in Einzelgräbern und der Rest verteilt über drei Sammelgräber.
Im Jahr 2015 stellte der Senat gemeinsam mit dem Volksbund Deutsche Kriegsgräberfürsorge eine Infotafel auf.